# Miorcani
Miorcani – wieś w Rumunii, w okręgu Botoszany, w gminie Rădăuți-Prut. W 2011 roku liczyła 1734 mieszkańców.